# M.I.U. Album
M.I.U. Album — двадцать второй студийный альбом американской рок-группы The Beach Boys. Пластинка вышла в октябре 1978 года на Brother Records и заняла 151-е место в американском хит-параде журнала Billboard.

## Обзор
Название альбома отдаёт дань месту записи — Международному университету Махариши в Ферфилде (шт. Айова). Ко времени работы над альбомом психическое состояние Брайана Уилсона ухудшилось, и продюсерами альбома выступили гитарист группы Алан Джардин и композитор Рон Альтбах. Этим альбомом The Beach Boys выполнили свои контрактные обязательства перед Warner Brothers — дистрибьютора их собственного лейбла — Brother Records.
M.I.U. Album включает две кавер-версии, ставшие также единственными синглами с альбома: «Peggy Sue» Бадди Холли и «Come Go with Me» дуап-группы The Del-Vikings — оба оригинала вышли в 1957 году. Сингл «Peggy Sue» занял 59-е место, а «Come Go with Me», выйдя в 1981 году в качестве ведущего сингла со сборника Ten Years of Harmony — 18-е.
Критики холодно встретили альбом, считая музыку и тематику песен вымученной. Том Карсон писал в журнале Rolling Stone: «На протяжении всего альбома вялая игра и пение обладают оттенком некой меланхолии, словно The Beach Boys и сами понимают, что они выросли из такого рода подростковой фантазии, но не знают, куда им ещё идти». Альбом также ожидал провал с коммерческой точки зрения, дойдя лишь до 151-го места в хит-параде.

## Список композиций
| №  | Название                   | Автор(ы)                                    | Вокал                          | Длительность |
| -- | -------------------------- | ------------------------------------------- | ------------------------------ | ------------ |
| 1. | «She’s Got Rhythm»         | Брайан Уилсон / Майк Лав / Рон Альтбах      | Б. Уилсон, М. Лав              | 2:27         |
| 2. | «Come Go with Me»          | Кларенс Куик                                | Алан Джардин                   | 2:06         |
| 3. | «Hey Little Tomboy»        | Б. Уилсон                                   | М. Лав, Б. Уилсон, Карл Уилсон | 2:25         |
| 4. | «Kona Coast»               | А. Джардин / М. Лав                         | М. Лав, А. Джардин, Б. Уилсон  | 2:33         |
| 5. | «Peggy Sue»                | Бадди Холли / Джерри Аллисон / Норман Петти | А. Джардин                     | 2:15         |
| 6. | «Wontcha Come Out Tonight» | Б. Уилсон / М. Лав                          | Б. Уилсон, М. Лав              | 2:30         |

| №  | Название                  | Автор(ы)                        | Вокал                    | Длительность |
| -- | ------------------------- | ------------------------------- | ------------------------ | ------------ |
| 1. | «Sweet Sunday Kinda Love» | Б. Уилсон / М. Лав              | К. Уилсон                | 2:42         |
| 2. | «Belles of Paris»         | Б. Уилсон / М. Лав / Р. Альтбах | М. Лав                   | 2:27         |
| 3. | «Pitter Patter»           | Б. Уилсон / М. Лав / А. Джардин | М. Лав / А. Джардин      | 3:14         |
| 4. | «My Diane»                | Б. Уилсон                       | Деннис Уилсон, Б. Уилсон | 2:37         |
| 5. | «Match Point of Our Love» | Б. Уилсон / М. Лав              | Б. Уилсон                | 3:29         |
| 6. | «Winds of Change»         | Р. Альтбах / Эд Тулеха          | А. Джардин, М. Лав       | 3:14         |

В 2000 году альбом был переиздан на одном компакт-диске вместе со следующим альбомом L.A. (Light Album).

## Участники записи
The Beach Boys
- Алан Джардин — вокал, гитара, бас-гитара, вокальные аранжировки
- Майк Лав — вокал
- Карл Уилсон — вокал, гитара
- Брайан Уилсон — вокал, фортепиано, вокальные аранжировки
- Деннис Уилсон — вокал, барабаны (B4, A3, A2, A5)

## Альбомные синглы
- Peggy Sue / Hey Little Tomboy (Brother 1394; 28 августа 1978; № 59)
- Come Go with Me / Don’t Go Near the Water (Brother/Caribou ZS4 02633; 2 ноября 1981; № 18)